# Leucanopsis sablona
Leucanopsis sablona là một loài bướm đêm thuộc phân họ Arctiinae, họ Erebidae.